# 6158 Shosanbetsu
6158 Shosanbetsu eller 1991 VB3 är en asteroid i huvudbältet som upptäcktes den 12 november 1991 av de båda japanska astronomerna Takeshi Urata och Tsuneo Niijima i Ojima. Den är uppkallad efter den japanska byn Shosanbetsu.
Asteroiden har en diameter på ungefär 4 kilometer.